# Enicospilus hospes
Enicospilus hospes là một loài tò vò trong họ Ichneumonidae.